# Liste der Baudenkmale in Märkisch Luch
In der Liste der Baudenkmale in Märkisch Luch sind alle denkmalgeschützten Bauten der brandenburgischen Gemeinde Märkisch Luch und ihrer Ortsteile aufgelistet. Grundlage ist die Veröffentlichung der Landesdenkmalliste mit dem Stand vom 31. Dezember 2021.

## Baudenkmale in den Ortsteilen
In den Spalten befinden sich folgende Informationen:
- ID-Nr.: Die Nummer wird vom Brandenburgischen Landesamt für Denkmalpflege vergeben. Ein Link hinter der Nummer führt zum Eintrag über das Denkmal in der Denkmaldatenbank. In dieser Spalte kann sich zusätzlich das Wort Wikidata befinden, der entsprechende Link führt zu Angaben zu diesem Denkmal bei Wikidata.
- Lage: die Adresse des Denkmales und die geographischen Koordinaten. Link zu einem Kartenansichtstool, um Koordinaten zu setzen. In der Kartenansicht sind Denkmale ohne Koordinaten mit einem roten beziehungsweise orangen Marker dargestellt und können in der Karte gesetzt werden. Denkmale ohne Bild sind mit einem blauen bzw. roten Marker gekennzeichnet, Denkmale mit Bild mit einem grünen beziehungsweise orangen Marker.
- Bezeichnung: Bezeichnung in den offiziellen Listen des Brandenburgischen Landesamtes für Denkmalpflege. Ein Link hinter der Bezeichnung führt zum Wikipedia-Artikel über das Denkmal.
- Beschreibung: die Beschreibung des Denkmales
- Bild: ein Bild des Denkmales und gegebenenfalls einen Link zu weiteren Fotos des Baudenkmals im Medienarchiv Wikimedia Commons

### Barnewitz
| ID-Nr.   | Lage                 | Bezeichnung | Beschreibung | Bild     |
| -------- | -------------------- | ----------- | ------------ | -------- |
| 09150018 | Bauernende 11 (Lage) | Wohnhaus    |              | Wohnhaus |

### Buschow
| ID-Nr.            | Lage                        | Bezeichnung | Beschreibung | Bild           |
| ----------------- | --------------------------- | ----------- | --- | -------------- |
| 09150590 Wikidata | Buschower Dorfstraße (Lage) | Dorfkirche  | Die evangelische Kirche wurde 1864 erbaut, dabei wurde der Westturm aus der zweiten Hälfte des 15. Jahrhunderts zu dreiviertel mit eingefügt. Ursprünglich hatte der Turm ein Kreuzdach, seit 1975 aber ein Satteldach. | weitere Bilder |

### Garlitz
| ID-Nr.   | Lage   | Bezeichnung | Beschreibung | Bild           |
| -------- | ------ | ----------- | --- | -------------- |
| 09150088 | (Lage) | Dorfkirche  | Die evangelische Kirche ist im Kern eine Kirche im Barockstil. Nach einem Brand im Jahre 1826 wurde die Kirche im klassizistischen Stil wieder aufgebaut. Das Innere ist aus der Zeit des Wiederaufbaus. | weitere Bilder |

### Möthlow
| ID-Nr.            | Lage   | Bezeichnung                                         | Beschreibung | Bild           |
| ----------------- | ------ | --------------------------------------------------- | --- | -------------- |
| 09150161 Wikidata | (Lage) | Ausstattung der Dorfkirche (siehe Unterlagen BLDAM) | Die evangelische Kirche wurde 1906 errichtet. Im Inneren befindet sich ein Altaraufsatz aus der Zeit um 1600, in der Predella ein Abendmahlbild. Die Kanzel stammt ebenfalls aus der Zeit um 1600. | weitere Bilder |

## Ehemalige Baudenkmale
| ID-Nr. | Lage   | Bezeichnung                                                                  | Beschreibung | Bild                                                                         |
| ------ | ------ | ---------------------------------------------------------------------------- | ------------ | ---------------------------------------------------------------------------- |
|        | (Lage) | Ehrengrabstätte für sechs Soldaten der 1. Polnischen Armee, auf dem Friedhof |              | Ehrengrabstätte für sechs Soldaten der 1. Polnischen Armee, auf dem Friedhof |